# Enti e organismi pubblici a Parma
Nel corso degli anni a Parma si sono insediati numerosi organismi di ricerca e controllo in particolare legati al settore agroalimentare. La Provincia di Parma infatti, per l'alto grado di specializzazione e qualità raggiunti dalle proprie industrie di conserve, trasformazione e produzione, viene definita con l'appellativo di Food Valley. La posizione geografica e la presenza di una prestigiosa università hanno inoltre consentito lo sviluppo di altri importanti strutture, oggi punti di riferimento per aree geografiche che oltrepassano i confini provinciali. Grazie all'indotto economico dovuto alla stretta collaborazione tra questi organismi e l'industria locale, a Parma si sta sviluppando parallelamente un importante settore legato alla congressistica e al turismo d'affari con conseguenti ripercussioni sull'economia locale, sul tenore di vita rappresentato dalla presenza in città di numerosi scientifici e funzionari e sullo sviluppo di alcune infrastrutture quali l'aeroporto, la rete viaria, l'industria alberghiera.

## Agenzie
EFSAParma è sede dell'EFSA, l'Autorità Europea per la Sicurezza Alimentare. L'EFSA è composta da un organico di 350 persone e per essa collaborano 500 esperti scientifici, di cui 67 «interni» (cioè dipendenti) e il resto «esterni» (in rapporto di collaborazione); questi ultimi lavorano direttamente nei loro Paesi. Circa 200 questioni di sicurezza alimentare vengono ogni anno sottoposte alla valutazione dell'EFSA. Per la città ed il territorio, l'attribuzione di questo importante organismo europeo viene vissuta come un'occasione di rilancio economico, culturale e infrastrutturale anche grazie ai numerosi finanziamenti per opere pubbliche destinate a potenziare i servizi del capoluogo. La nuova sede in costruzione nei pressi del Parco Ducale, si estenderà su undicimila metri quadrati di superficie utile per i propri uffici, in cui sono destinati a lavorare, a pieno regime, 450 persone con evidente impatto anche per i livelli di occupazione locale. La localizzazione della nuova struttura è stata scelta a scapito di due importanti complessi sportivi che verranno ricostruiti in zone più periferiche.
AIPOL'Agenzia Interregionale per il Fiume Po ha assunto questa denominazione nel gennaio 2003; la denominazione precedente era "Magistrato per il Po", ente istituito il 12 luglio 1952 a seguito delle piene verificatesi nel Po nel 1951. Scopo dell'agenzia è la gestione (dalla progettazione alla costruzione) delle opere idrauliche su tutto il bacino del fiume Po. Sedi periferiche sono attive a Torino, Alessandria, Pavia, Milano, Cremona, Piacenza, Reggio Emilia, Modena, Mantova, Ferrara, Rovigo.
Agenzia per l'EnergiaLa costituzione di questo nuovo ente è stata ottenuta grazie al finanziamento dell'Unione Europea tramite il bando ‘Intelligent Energy for Europe’. Una prima dotazione di circa 600.000 euro è stata stanziata per l'avvio del progetto mentre nel giugno 2006 l'ente è diventato pienamente funzionante con la nomina del Presidente, del Consiglio d'Amministrazione, del Direttore generale e del Comitato Tecnico - Scientifico. In coerenza con gli obiettivi del programma europeo l'Agenzia parmense si prefigge di sostenere in ambito locale un uso razionale dell'energia, attraverso l'introduzione di tecnologie ad alta efficienza per usi finali elettrici ed usi finali termici, operando per l'abbandono dei combustibili fossili a favore di quelli a minor contenuto di carbonio e sensibilizzando a stili di vita, consumo e mobilità più sostenibili. Parma è una città con gravi problemi di inquinamento dovuti alla presenza di forti concentrazioni di PM10 che al contempo, sensibilizzano la popolazione e le politiche adottate verso un maggior investimento nei confronti dell'ambiente. Prima città in Europa a dotarsi di una rete di distribuzione delle merci "ecosostenibile", le consegne a esercizi commerciali, bar e alberghi oggi sono possibili solo con mezzi alimentati a metano oppure con mezzi accreditati con una speciale certificazione ambientale.

## Consorzi
Consorzio Italiano per la Sicurezza e la Ricerca sulla qualità degli AlimentiIl 19 maggio 2007 Parma è stata scelta quale sede del Consorzio Italiano per la Sicurezza e la Ricerca sulla qualità degli Alimenti. Questo nuovo soggetto istituzionale diventa l'organismo unico nazionale per il coordinamento e lo sviluppo della ricerca nell'agroalimentare riunendo, sette istituti di ricerca nazionali, tra cui CNR ed ENEA, Federalimentare e Crui (Conferenza rettori università italiane), otto istituti zooprofilattici sui dieci presenti in Italia, per oltre 5.000 ricercatori coinvolti nel settore e facenti parte a quattro dicasteri. Si prefigge di creare le condizioni per collegare e integrare le attività di ricerca di istituzioni diverse migliorando il rapporto fra investimenti e risultati, aspirando a divenire un interlocutore importante con un ruolo di rilievo per rappresentare il nostro Paese nei diversi aspetti nell'ambito delle competenze dell'EFSA.
(Vincenzo Bernazzoli - Presidente della provincia di Parma in occasione dei patti parasociali sottoscritti in Provincia, alla presenza del notaio, nei quali sono definiti gli aspetti che riguardano la compagine e il capitale sociale, la composizione del consiglio d’amministrazione e altri dettagli relativi alle cariche sociali. 29/04/2008)
TEFARCO Innova - Consorzio Interuniversitario di Tecnologie Farmaceutiche InnovativeIl consorzio, la cui sede operativa è a Parma, è costituito da 13 università italiane ed è un centro di ricerca e formazione avanzata nel campo della tecnologia del medicamento. Svolge la funzione di intermediario tra Università ed aziende che necessitino di know-how tecnologico e scientifico.

## Enti
Azienda Ospedaliero-UniversitariaL'ospedale di Parma nacque nel 1201 dalla volontà di fabbri, calzolai, macellai e muratori raccolti nei singoli ordini. Oggi è una struttura ospedaliera ad alta specializzazione che usufruisce della presenza fondamentale della facoltà di Medicina e chirurgia dell'Università di Parma, offre una vasta gamma di servizi diagnostici, terapeutici e riabilitativi, tra i più numerosi della regione Emilia-Romagna ed è centro di riferimento traumatologico e neurochirurgico (secondo il modello Hub & Spoke) per l'area Emilia nord-occidentale, in particolare per le province di Parma, Piacenza e Reggio-Emilia. Dispone di 1.359 posti letto e nel 2007 sono stati registrati 51.516 ricoveri tra ordinari, in day hospital, urgenti e ad alta specialità. L'ospedale offre lavoro a 3.150 dipendenti dei quali 2.288 risiedono in città, mentre 707 in provincia.
Stazione Sperimentale per l'Industria delle Conserve Alimentari - SSICAIstituita nel 1922 è un ente pubblico di ricerca applicata, scientifica e tecnologica a livello comunitario e internazionale nei cui laboratori tecnologici disposti su una superficie di 16.000 metri quadrati, lavorano più di 100 ricercatori. La stazione promuove il progresso tecnico e tecnologico dell'industria conserviera italiana trasformatrice di frutta, ortaggi, carne, pesce e si colloca fra le più importanti istituzioni di ricerca applicata nel settore della conservazione degli alimenti esistenti in Europa e nel mondo con una sede periferica attiva ad Angri. La Stazione ospita anche il nuovo organismo unico nazionale per lo sviluppo della ricerca nell'agroalimentare (vedi Consorzio Italiano per la Sicurezza e la Ricerca sulla qualità degli Alimenti)

## Altro
Laboratorio regionale per la Sicurezza e la Qualità degli Alimenti - SIQUALIl laboratorio è finanziato con fondi del Programma Regionale per la Ricerca Industriale l'Innovazione e il Trasferimento Tecnologico. Tramite il coordinamento del Dipartimento Di Chimica Organica ed Industriale dell'Università di Parma, questo laboratorio di ricerca e consulenza si prefigge di rappresentare un punto di riferimento per la sicurezza e la qualità degli alimenti per imprese ed enti di controllo.
Laboratorio Tecnologie e impianti per l'industria Alimentare - TECALCofinanziato tramite i fondi del Programma Regionale per la Ricerca Industriale l'Innovazione e il Trasferimento Tecnologico, il laboratorio organizza la ricerca tecnologica sui processi e sugli impianti alimentari. Coinvolge università, enti di ricerca e imprese tramite il coordinamento del Dipartimento di Ingegneria Industriale dell'Università di Parma.